# تترالوژی فالوت
تترالوژی فالوت (انگلیسی: Tetralogy of Fallot) یکی از مهمترین بیماریهای قلبی مادرزادی است. در این بیماری چهار نقص مهم قلبی عروقی هم‌زمان در نوزاد وجود دارند.

## توصیف
نوزادان مبتلا به تترالوژی فالوت همزمان به این چهار نقص دچار هستند:
۱- وجود حفره در دیواره‌های میان دو بطن
۲- تنگ شدن دریچه شریان ریوی (محل اتصال بطن راست به شریان ریوی)
۳- هایپرتروفی بطن راست قلب
۴- قرار گرفتن آئورت در محل غیرطبیعی (در این بیماری ریشه آئورت بر روی دیواره بین بطنی قرار گرفته است)

تترالوژی فالوت

قلب طبیعی

## درمان
در مواردی که شدت نقائص کم است اقدام خاصی لازم نیست، در موارد شدیدتر جراحی  باز انجام می‌گیرد.
در ضمن چمپاتمه (پوزیشن سجده) یکی از نشانه‌های اصلی این بیماری می‌باشد.

## نگارخانه